# Ctimene abasalis
Ctimene abasalis là một loài bướm đêm trong họ Geometridae.